# サン・マウロ・マルケザート
サン・マウロ・マルケザート（イタリア語: San Mauro Marchesato）は、イタリア共和国カラブリア州クロトーネ県にある、人口約2100人の基礎自治体（コムーネ）。

## 地理

### 位置・広がり
クロトーネ県南部に位置するコムーネ。県都クロトーネから西へ18km、州都ポテンツァから北東へ36kmの距離にある。

#### 隣接コムーネ
隣接するコムーネは以下の通り。
- クトロ
- ロッカベルナルダ
- サンタ・セヴェリーナ
- スカンダーレ

## 自然
当地のヴァレ・デ・マンケ（Valle di Manche）には、更新世の中期の境界を示す地層（より古いカラブリアンとの境界）がある。この時期のものと確認できる地層は、世界でも同じイタリアのモンタルバーノ・イオーニコ（バジリカータ州マテーラ県）と、日本の千葉県市原市田淵の「千葉セクション」（養老川川岸）にしかなく、国際模式地の候補地のひとつである。